# Cicada
|  | Sammenskrivningsforslag Artiklen Cicada er foreslået føjet ind i Cikader. (Siden juli 2020) Diskutér forslaget |

Cicadoidea har fremtrædende øjne, der er bredt adskilt, korte antenner og membranøse forvinger. De har en usædvanligt høj sang (karakteriseret af højtonet, monoton lyd), der af de fleste arter produceres ved hurtig, gentagen aktivering af trommelignende tymbaler . Den tidligste, kendte fossile Cicadomorpha optrådte i den øvre permiske periode; Nulevende arter forekommer overalt i verden i tempereret til tropisk klima. Cicadoidea lever typisk i træer, hvor de finder deres føde i de vandig safte fra xylemvæv og lægger deres æg i en spalte i barken. De fleste Cicadoidea benytter sig af camouflage. Langt de fleste arter er aktive i løbet af dagen som voksne, mens nogle begrænser deres sang til daggry eller skumring. Blot nogle få, sjældne, arter Cicadoidea vides at være natlige.